# Ingrid Schmitz

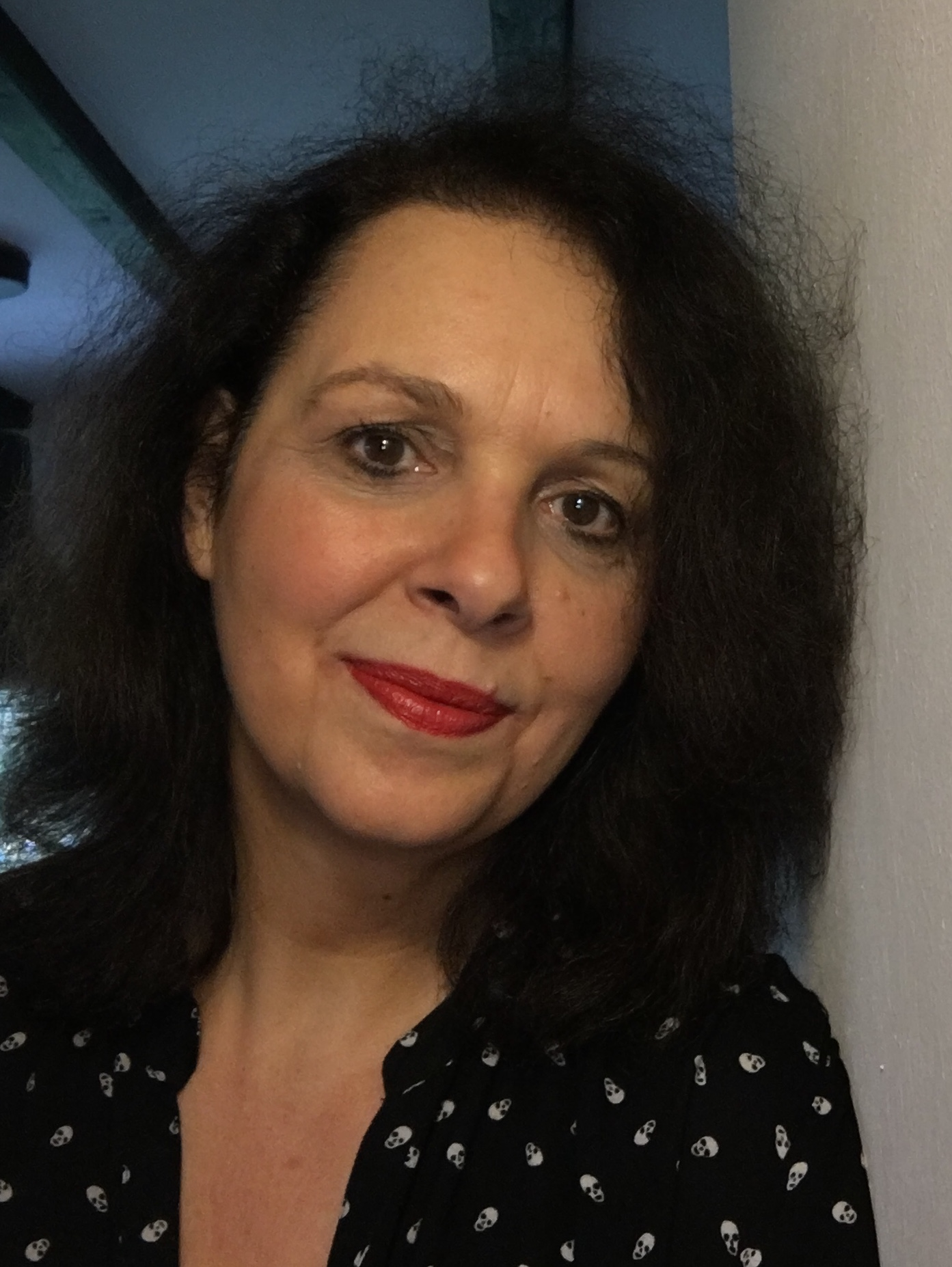
Autorin Ingrid Schmitz – November 2017

Ingrid G. Schmitz (* 20. April 1955 in Düsseldorf) ist eine deutsche Kriminalschriftstellerin.

## Leben
Ingrid Schmitz arbeitete in Düsseldorf als Speditionskauffrau bei einer kanadischen Reederei und später im sowjetischen Außenhandel, bevor sie die Familienphase als Mutter und Hausfrau begann. Jahre später entschloss sie sich zu einem Fernstudium über das Handwerk des Schreibens und machte sich im Jahre 2000 als Autorin selbstständig.
Schmitz veröffentlichte an die sechzig Krimikurzgeschichten, sechzehn Anthologien, über dreißig E-Books, u. a. bei Neobooks, drei Hörbücher und sechs Kriminalromane.
Sie ist die Erfinderin der Serienfigur Mia Magaloff, eine private Ermittlerin. Bisher erschienen sind: Sündenfälle, Mordsdeal, 2 Leben – 1 Tod, Liebeskiller, Spiekerooger Utkieker und Mordsreise.
Ab 2006 war Ingrid Schmitz vier Jahre als fiktionale Figur unter dem Pseudonym Sameja Lomba (Avatarin) in Second Life zu sehen. Sie ist die erste deutsche Krimiautorin, die Kurzgeschichten über Second Life veröffentlichte. Im Jahr 2009 erschien 2 Leben – 1 Tod. Dieser Roman spielt nicht nur in der realen Welt, sondern auch in der virtuellen. So wurde ihre Serienheldin Mia Magaloff mittels der Avatarin Mia2 McGinnis virtuell real, und die im Buch beschriebenen Protagonisten und Orte konnten im Second Life besucht werden. Im August 2011 nahm der Droemer Knaur Verlag, München/Neobooks 2 Leben – 1 Tod unter Vertrag und veröffentlichte ihn als aktualisiertes und interaktives E-Book/eRiginal.
2011 veröffentlichte Schmitz ihre erste Biographie Currywurst & Dolce Vita über das Auswandererpärchen Anke und Dirk Leithäuser, auch bekannt als Hasi und Didi aus der Fernsehsendung Goodbye Deutschland! Die Auswanderer bei VOX, die mit dem Imbisswagen an den Gardasee auswanderten. Ferner gibt Schmitz kulinarische Anthologien über einzelne Länder wie Italien, Frankreich, Spanien, England/Schottland/Irland und Griechenland heraus.
2017 erschien der Eifelroman Mord im Krimihotel außerhalb der Mia-Magaloff-Serie. Diesmal geht es um die Krimiautorin Lea Schein, die im real existierenden Hillesheimer Krimihotel eine Wochenendlesung geben soll. Als jemand von ihren Gästen tot auf dem Hotelparkplatz gefunden wird, muss Lea Schein ermitteln – diesmal nicht auf dem Papier. Seit 2018 spielen ihre Mia Magaloff-Romane nur auf der Insel Spiekeroog.
2021 veröffentlichte sie ihren ersten Jerry-Cotton-Heftroman, Folge 3339: Mit der Liebe kam der Tod.
Ingrid Schmitz ist Mitglied bei Syndikat, Vereinigung Mörderische Schwestern und International Association of Crime Writers.

## Werke
Bücher
- Mördermuschel - Inselkrimi.edition oberkassel, Düsseldorf 2022, ISBN 978-3-95813-262-7.
- Spiekerooger Utkieker - Inselkrimi. Neuauflage.edition oberkassel, Düsseldorf 2021, ISBN 978-3-95813-245-0.
- Mordsreise - Inselkrimi.edition oberkassel, Düsseldorf 2020, ISBN 978-3-95813-217-7.
- Mord im Krimihotel – Eifelkrimi. KBV Verlag, Hillesheim 2017, ISBN 978-3-95441-385-0.
- Spiekerooger Utkieker – Inselkrimi. Leda Verlag, Leer 2016, ISBN 978-3-86412-097-8.
- Kurz und Kriminell – Kriminalkurzgeschichten von Ingrid Schmitz. RectoVerso im Conte Verlag, St. Ingbert 2014, ISBN 978-3-944527-08-6.
- Currywurst und Dolce Vita – Didi und Hasi, die Auswanderer vom Gardasee. Reisebuch Verlag, Eutin 2014, ISBN 978-1-4996-5235-2.
- Liebeskiller. Mia Magaloff ermittelt. Kriminalroman. Leda Verlag, Leer 2014, ISBN 978-3-936783-56-8.
- Ein Schritt in die Ewigkeit. E-Book-Reihe Band 5. München 2012, ISBN 978-3-8476-0287-3.
- Die Grabrede. E-Book-Reihe Band 4. Neobooks, München 2012, ISBN 978-3-8476-0286-6.
- Um Schlips und Kragen. E-Book-Reihe Band 3. Neobooks, München 2012, ISBN 978-3-8476-0285-9.
- Abwrackprämie. E-Book-Reihe Band 2. Neobooks, München 2012, ISBN 978-3-8476-0285-9.
- Nicht nur Wein muss atmen. E-Book-Reihe Band 1. Neobooks, München 2012, ISBN 978-3-8476-0267-5.
- Currywurst & Dolce Vita – Didi und Hasi, die Auswanderer vom Gardasee. Kölnisch-Preußische Lektoratsanstalt, Köln 2011, ISBN 978-3-940610-14-0.
- 2 Leben – 1 Tod. Second Life – Niederrheinkrimi. Droste Verlag, Düsseldorf, 2009, ISBN 978-3-7700-1335-7.
- Mordsdeal. Niederrheinkrimi. Gmeiner-Verlag, Meßkirch, 2006, ISBN 3-89977-698-4.
- Sündenfälle. Niederrheinkrimi. Gmeiner-Verlag, Meßkirch, 2007, ISBN 978-3-89977-738-3.

Beiträge zu Anthologien
- New Age. In: Jennifer Wind (Hrsg.): Einmal kurz die Welt retten. Gmeiner Verlag, Meßkirch 2022, ISBN 978-3-83920-128-2.
- Marzipan im Kopf. In: Ingrid Schmitz (Hrsg.): Sonne, Schüsse und Souvlaki. Verlag der Griechenland Zeitung, Athen 2017, ISBN 978-3-99021-020-8.
- Morgen ist Sperrmüll. In: Ingrid Schmitz (Hrsg.): Suche Trödel, finde Leiche. KBV 2016, ISBN 978-3-95441-295-2.
- Der blonde Chinese mit dem grünen Tee. In: Heike und Peter Gerdes (Hrsg.): Tee mit Blattschuss. Leda Verlag 2015, ISBN 978-3-86412-087-9.
- Fette Beute. In: Andreas M. Sturm (Hrsg.): Weihnachtsmorde. fhl Verlag, Leipzig 2015, ISBN 978-3-95848-702-4.
- Möchten Sie eine Quittung? In: Andreas M. Sturm (Hrsg.): Giftmorde II – 17 tödliche Anleitungen. fhl Verlag, Leipzig 2015, ISBN 978-3-942829-50-2.
- All inclusive. In: Ingrid Schmitz (Hrsg.): Tortillas, Tapas und Toxine. Conte Verlag, St. Ingbert 2014, ISBN 978-3-95602-013-1.
- Ein neues Leben. In: Sophie Sumburane (Hrsg.): Wenn der Tod lachen könnte. fhl Verlag, Leipzig 2013, ISBN 978-3-942829-53-3.
- Lass uns sterben. In: Andreas M. Sturm (Hrsg.): Giftmorde – 15 tödliche Anleitungen. fhl Verlag, Leipzig 2013, ISBN 978-3-942829-08-3.
- Punkteabzug. In: Ingrid Schmitz (Hrsg.): Porridge, Pies and Pistols. Conte Verlag, St. Ingbert 2013, ISBN 978-3-941657-87-8.
- Ein neues Leben. Kurzkrimi, In: Sophie Sumburane (Hrsg.): Wenn der Tod lachen könnte. fhl Verlag, Leipzig 2013, ISBN 978-3-942829-53-3, S. 133–142.
- Der Knöterich, der Knöterich, der ist ein arger Wüterich. In: Ina Coelen (Hrsg.): Mord zwischen Kraut und Rüben. Leporello Verlag, Krefeld 2013, ISBN 978-3-936783-55-1.
- Wer sich verliert, findet die Welt. In: Monika Buttler und Sabine Reins (Hrsg.): Mondäne Morde. Secolo Verlag, Osnabrück 2012, ISBN 978-3-943213-04-1.
- Bei Tönung Tod. In: Ina Coelen, Ingrid Schmitz (Hrsg.): Waschen, föhnen, umlegen. Leporello Verlag, Krefeld 2011, ISBN 978-3-936783-49-0.
- Der Hausbesuch. In: Ina Coelen, Ingrid Schmitz (Hrsg.): Waschen, föhnen, umlegen. Leporello Verlag, Krefeld 2011, ISBN 978-3-936783-49-0.
- Cappuccino-Tag. In: Ina Coelen (Hrsg.): Abmurksen und Tee trinken. Leporello Verlag, Krefeld 2011, ISBN 978-3-936783-45-2.
- Nicht nur Wein muss atmen. In: Sibylle Zimmermann (Hrsg.): Riesling-Leichen. Wellhöfer Verlag, Mannheim 2011, ISBN 978-3-939540-79-3.
- Sieben Leben. In: Ina Coelen, Arnold Küsters (Hrsg.): Ausgefressen. Leporello Verlag, Krefeld 2010, ISBN 978-3-936783-37-7.
- Weißt du noch. In: Ingrid Schmitz (Hrsg.): Muscheln, Mousse & Messer. Conte Verlag, Saarbrücken 2010, ISBN 978-3-941657-22-9.
- Legittima difesa. In: Ingrid Schmitz (Hrsg.): Pizza, Pasta & Pistolen. LangenMüller Verlag, München 2007, ISBN 978-3-7844-3111-6.
- Second Life – Zweites Leben. In: Angela Eßer (Hrsg.): Mörderischer Westen. Bookspot-Verlag, München, ISBN 978-3-937357-23-2.

„Second Life“-Kurzkrimis
- Second Life – Zweites Leben. Handydownload, Second Life-Kurzkrimi. Blackbetty, Wien, 2007.
- Zweiter Versuch. Handydownload, Second Life-Kurzkrimi. Blackbetty, Wien, 2007.
- Mord im Hotel. Handydownload, Second Life – Kurzkrimi. Blackbetty, Wien 2008.
- Tag der Entscheidung. Handydownload, Second Life – Kurzkrimi. Blackbetty, Wien 2008.

Hörbücher
- Spiekerooger Utkieker. Kriminalroman. Mia Magaloff, gelesen von Ingrid Schmitz, Kick Verlag, ISBN 978-3-8387-8605-6.
- Wenn Frauen morden. Hörbuch aus der Reihe Kino für die Ohren – Krimi, Kurzgeschichten von Ingrid Schmitz, gelesen von Enno Bargmann. SinTakt Verlag, 2007, ISBN 978-3-9811563-2-4.
- Second Life. Hörbuch aus der Reihe Kino für die Ohren – Krimi, SL-Kurzgeschichten, gelesen von Enno Bargmann. SinTakt Verlag, 2007, ISBN 978-3-9811563-5-5.
- Mordsdeal. Kriminalroman. Mia Magaloff, Radioropa Hörbuch, Gmeiner Verlag, Meßkirch

Als Herausgeberin
- Sonne, Schüsse und Souvlaki. Verlag der Griechenland Zeitung, Athen 2017, ISBN 978-3-99021-020-8
- Suche Trödel, finde Leiche! KBV, Hillesheim 2016, ISBN 978-3-95441-295-2.
- Tortillas, Tapas und Toxine. Eine kulinarische Krimi-Anthologie. Conte-Verlag, St. Ingbert 2014, ISBN 978-3-95602-013-1.

Heftromane
- Mit der Liebe kam der Tod. Jerry Cotton Folge 3339 Bastei Lübbe Verlag, Köln 2021, 4191913802006